# Tenmu
Cesarz Tenmu (jap. 天武天皇 Tenmu tennō; ur. 631, zm. 1 października 686) — 40. cesarz Japonii, według tradycyjnego porządku dziedziczenia. Przed wstąpieniem na tron nosił imię książę Ōama (jap. 大海人皇子 Ōama no ōji). Tenmu panował od 20 marca 673 do 1 października 686. Mauzoleum cesarza znajduje się w Nara. Nazywa się Hinokuma-no-ōuchi no misasagi.
W roku 681 cesarz Tenmu nakazał spisanie wszystkich mitów japońskich, aby wykazać wyższość rodu cesarskiego nad możnymi klanami. Dzieło to zostało ukończone w 712 roku i nazwano je Kojiki.
W 682 roku Tenmu wydał edykt formułujący zasadę arystokratycznego charakteru władzy.